# Careproctus tapirus
Careproctus tapirus es un pez de la familia Liparidae. Fue descubierta por Chernova en 2005.
El macho de esta especie marina crece a una longitud máxima de 12,7 centímetros y la hembra 13,9. Posee entre 60 y 61 vértebras.
Careproctus tapirus es un pez demersal y vive entre los 170 y 320 metros de profundidad. Habita en el mar de Barents.

### Lectura recomendada
- Krøyer H. N., 1862: Nogle Bidrag til Nordisk ichthyologi. Naturhist. Tidsskr. Kjøbenhavn (Ser. 3) v. 1. 233-310.